# Victor, Montana
Victor är en ort i Ravalli County, Montana, USA.